# June Van Damme
June Van Damme is een personage in de VTM-televisieserie Familie. Het personage wordt gespeeld door Katrien De Becker.

## Overzicht
June Van Damme is de ex-vrouw van Peter Van den Bossche. Ze werkte bij zijn bedrijf als verkoopsdirecteur en kwam hierdoor vaak in de clinch met Bert Van den Bossche. Ze werd eerst niet aanvaard door de familie van Peter, maar uiteindelijk konden alle plooien gladgestreken worden en werd ze als een dochter voor Marie-Rose De Putter. 
Tijdens het 22ste en 23ste seizoen proberen Peter en June een kind te krijgen, zonder enige succes. Het koppel geeft zich op bij Xelios om een korte tijd opvangouders vanWarre te worden. Een tijdje later faket June een zwangerschap uit schrik dat Peter haar terug zal verlaten voor Trudy. Wanneer hij dit ontdekt, gooit Peter June buiten en scheiden de twee. Na haar scheiding komt June door wraakgevoelens op het slechte pad terecht. Zo komt ze in contact met Stan Lauwers, met wie June een relatie begint. Hun relatie komt ten einde wanneer ze te weten komt dat hij zijn ex-vriendin probeerde te vermoorden.  Stan ziet in Peter een vertrouwenspersoon, wat haar frustraties doet oplaaien. Ze begint Kirsten, de ex-vriendin van Stan op te zoeken. Wanneer ze ontdekt dat Kirsten Stan wou waarschuwen tegen haar plannen in, kookt haar bloed. Ze verstikt Kirsten met een kussen. Stan wordt als moordverdachte opgepakt en belandt in de cel. June wordt buiten vervolging gesteld aangezien ze een bewaker omkoopt om aan de politie te verklaren dat ze op dat moment op Fashion aanwezig was.
Vervolgens wil June er alles aan doen om aan het hoofd van Fashion te komen en de hele familie Van Den Bossche buiten het bedrijf te zetten. Haar grote droom komt uit wanneer Simon boven Veronique als bedrijfsleider verkozen wordt. Simon neemt June aan als personeelsverantwoordelijke. Nietsvermoedend vergiftigt ze Simon waardoor hij ernstig ziek wordt en thuis moet blijven. Hierdoor wordt zij plaatsvervangend CEO. Ze doekt onder andere Rudimentair op, wat voor wrok zorgt bij Rudy. Wanneer ze te weten komt dat Peter en Veronique de Raad van Bestuur willen samenroepen om haar CEO-schap aan te vechten, huurt ze een crimineel in die de opdracht krijgt om Veronique te verkrachten. Wanneer Veronique na het werk naar haar auto stapt, wordt ze in een busje gesleurd en verkracht. Door de shock komt ze de volgende dag niet op de vergadering opdagen... Tijdens de seizoensfinale zal June vermoord worden door Cédric Van De Caveye. Hij schoot June in alle woede neer. Later wordt Cédric opgepakt en naar een jeugdinstelling gebracht.

### Seizoen 20
Tegen de wil van Marie-Rose en Veronique in, zijn Peter en June toch met elkaar getrouwd. Veronique komt na verloop van tijd echter tot inkeer en merkt dat June enkel goede bedoelingen heeft. Ze is een ware aanwinst voor zowel Peter als het bedrijf en uiteindelijk deelt Marie-Rose ook die mening.
Wanneer het bergaf lijkt te gaan met VDB Electronics, stelt June een fusie met een concurrerend bedrijf voor. Aandeelhouder Veronique ziet dit niet zitten en komt hierdoor weer lijnrecht tegenover haar schoonzus te staan. Veronique doet Peter een tegenvoorstel, en uiteindelijk besluit hij dat te aanvaarden. June is op haar tenen getrapt en raakt ervan overtuigd dat ze niet kan functioneren in een familiebedrijf; ze neemt ontslag.
June keert tijdelijk terug naar VDB, wanneer Bart voor langere tijd afwezig is. Bert wil haar weer buiten werken en verzint een plan dat leidt tot het ontslag van June. Wanneer het bedrog van Bert uitkomt, wordt hij ontslagen en komt June weer definitief in dienst.
Het ontslag van Bert leidt ertoe dat hij wraak wil nemen op Peter en June. Na een mislukte poging om June te wurgen en om de auto van Peter te saboteren, sluit hij hen 's avonds samen met Bart, Veronique, Marie-Rose en Gerda op bij VDB Electronics en steekt hij het gebouw in brand. June is een van de eersten die aan de hevige rook lijkt te bezwijken. Uiteindelijk overleeft iedereen de brand.

### Seizoen 21
Door de start van de familieholding zal June voortaan de leiding nemen over VDB Fashion. Caroline heeft het moeilijk dat June het hoofd is van VDB Fashion, daarom leidt dit ook voor veel conflicten tussen de twee. Wanneer Peter plots kanker krijgt, slaat de kinderwens van June toe. Samen gaan ze naar Amerika voor een behandeling en later blijkt dat June tijdens deze trip zwanger geraakt is. Uiteindelijk leed de zwangerschap tot een miskraam.